# .gov
‎.gov‏ دامنه اینترنتی اختصاص‌داده‌شده به مقاصد دولتی ایالات متحده آمریکا است.